# Shuangmiaosaurus gilmorei
Shuangmiaosaurus gilmorei es la única especie conocida del género extinto  Shuangmiaosaurus de dinosaurio ornitópodo iguanodóntido que vivió a mediados del período Cretácico en el Albiense, hace aproximadamente entre 100 millones de años en lo que es hoy Asia. El holotipo, que incluye un maxilar izquierdo articulado con el premaxilar, fragmentos del lagrimal y predentario completo encontrado en China al que se lo llamó Shuangmiaosaurus gilmorei, fue descrito por You, Ji, Li, y Li en 2003, que originalmente lo clasificaron como Hadrosauroidea. El nombre genérico se refiere al pueblo de Shuangmiao en Beipiao en la provincia de Liaoning, el sitio del descubrimiento. El nombre específico honra al paleontólogo estadounidense Charles Whitney Gilmore. Autores posterires, que incluyen a  David B. Norman en 2004 de la Universidad de Cambridge, lo consideraron un iguanodóntido basal. Si bien comparte con Hadrosauridea el tipo de sutura entre el maxilar y el yugal, no posee muchas de las particularidades que caracteriza a esta Familia. El holotipo , espécimen LPM 0165, fue encontrado en la Formación Sunjiawan, originalmente visto como que data del Cretácico Superior, Cenomaniense a Turoniense pero hoy se considera que era algo más antigua. Shuangmiaosaurus era un euornitópodo bastante grande. En 2010, Gregory S. Paul estimó su longitud en 7,5 metros y su peso en 2,5 toneladas.